# Agrotis australis
Agrotis australis är en fjärilsart som beskrevs av Köhler 1945. Agrotis australis ingår i släktet Agrotis och familjen nattflyn. Inga underarter finns listade i Catalogue of Life.